# Ресурси України

## Земельні ресурси
|      | С/г землі  | Ліси та інші лісовкриті площі | Забудовані землі | Відкриті заболочені землі | Відкриті землі без рослинного покриву | Води внутрішні |
| ---- | ---------- | ----------------------------- | ---------------- | ------------------------- | ------------------------------------- | -------------- |
| 2002 | 43 022 300 | 10 438 900                    | 2 463 000        | 951 800                   | ...                                   | 2 421 000      |
| 2004 | 42 985 800 | 10 475 900                    | 2 458 300        | 957 100                   | 1 039 000                             | 2 421 100      |
| 2006 | 42 893 500 | 10 539 900                    | 2 470 200        | 972 400                   | 1 042 500                             | 2 418 700      |
| 2008 | 42 844 800 | 10 570 100                    | 2 489 000        | 978 000                   | 1 032 800                             | 2 422 500      |

|      | Всього     | Рілля      | Сінокоси  | Пасовища  | Багаторічні насадження |
| ---- | ---------- | ---------- | --------- | --------- | ---------------------- |
| 2002 | 41 800 400 | 32 544 100 | 2 410 200 | 5 528 500 | 912 800                |
| 2004 | 41 763 800 | 32 482 200 | 2 438 000 | 5 530 100 | 903 800                |
| 2006 | 41 675 900 | 32 446 200 | 2 423 100 | 5 515 700 | 898 700                |
| 2008 | 41 625 800 | 32 473 400 | 2 416 200 | 5 501 800 | 899 900                |

## Лісові ресурси
|      | Захист лісів від шкідників і хвороб біологічним методом, га | Захист лісів від шкідників і хвороб хімічним методом, га | Загинуло лісових насаджень, га | Всього осередків шкідників і хвороб лісу, га |
| ---- | ----------------------------------------------------------- | -------------------------------------------------------- | ------------------------------ | -------------------------------------------- |
| 2000 | 159 100                                                     | 15 200                                                   | 8 908                          | 443 700                                      |
| 2002 | 153 500                                                     | 16 400                                                   | 11 562                         | 694 300                                      |
| 2004 | 162 200                                                     | 88 100                                                   | 9 418                          | 753 200                                      |
| 2006 | 159 800                                                     | 23 600                                                   | 1 864                          | 542 100                                      |
| 2008 | 98 900                                                      | 22 600                                                   | 18 242                         | 510 000                                      |

|      | Відтворення лісів на землях лісового фонду - всього, га | відтворення лісів на землях лісового фонду - посадка і посів лісу, га | відтворення лісів на землях лісового фонду - природне поновлення лісу, га | Посіяно у розсадниках насіння деревних чагарникових порід, кг | Посаджено сіянців деревних, чагарникових, плодово-ягідних і технічних порід у шкілках, тис.шт. | Заготовлено насіння деревних і чагарникових порід, кг |
| ---- | ------------------------------------------------------- | --------------------------------------------------------------------- | ------------------------------------------------------------------------- | ------------------------------------------------------------- | ---------------------------------------------------------------------------------------------- | ----------------------------------------------------- |
| 2000 | 37 806                                                  | 29 802                                                                | 8 004                                                                     | ...                                                           | ...                                                                                            | ...                                                   |
| 2002 | 45 854                                                  | 37 394                                                                | 8 480                                                                     | 568                                                           | 7 979                                                                                          | 563 160                                               |
| 2004 | 53 900                                                  | 42 600                                                                | 11 300                                                                    | 549                                                           | 6 020                                                                                          | 961 674                                               |
| 2006 | 66 690                                                  | 54 008                                                                | 12 682                                                                    | ...                                                           | ...                                                                                            | ...                                                   |
| 2008 | 80 230                                                  | 64 877                                                                | 15 353                                                                    | -                                                             | -                                                                                              | -                                                     |

## Водні ресурси
Водні ресурси — це поверхневі і підземні води, придатні для використання в народному господарстві. Частина користувачів (промисловість, сільське і комунальне господарства) безповоротно забирають воду з річок, озер, водосховищ, водоносних горизонтів. Інші використовують не саму воду, а її енергію, водну поверхню або водоймище загалом (гідроенергетика, водний транспорт, рибництво). Водойми мають велике значення для відпочинку, туризму, спорту.
Річки України мають мішане живлення. Взимку, коли вони замерзають, переважає підземне живлення; навесні, при таненні снігів — снігове; влітку і восени — дощове і підземне. Зміна рівнів води протягом року називається режимом річки. Для річок України є характерною весняна повінь, що настає внаслідок танення снігу. Паводок — це підйом рівня води в річці через дощі.
Межень — це найнижчий рівень води в річці. На рівнинних річках України межень звичайно буває літня і зимова. Взимку спостерігається льодостав. Влітку багато дрібних річок на півдні України часто пересихають.